# Struttura militare della NATO
La struttura militare della NATO è la componente operativa dell'organizzazione in base a quanto stabilito dal trattato costitutivo. La NATO è diretta da tre componenti: il vertice decisionale è il Consiglio del Nord Atlantico (North Atlantic Council - NAC), del quale fanno parte gli ambasciatori presso la NATO, i rappresentanti permanenti dei Paesi membri dell'Alleanza Atlantica.
Le decisioni vengono poi convertite in politiche e regolamenti dallo Stato maggiore internazionale, che è suddiviso in divisioni amministrative, uffici e organizzazioni. Politiche e norme sono redatte sulla base del contributo fornito da diversi comitati permanenti, dei quali solo cinque sono di specifica natura militare.
Il processo operativo e esecutivo è in carico al presidente del comitato militare (Military Committee - NMC) che ha il comando delle forze e supervisiona la loro integrazione, addestramento e supporta la ricerca.
Il ruolo di coordinamento tra le componenti politica e militare, è assegnato al Defence Planning Committee che riporta le sue attività alla divisione per la politica di difesa e la pianificazione (Division of Defence Policy and Planning), un dipartimento civile che lavora a stretto contatto con lo stato maggiore militare internazionale (International Military Staff - IMS) del comitato militare.
Tutte le agenzie e organizzazioni della NATO operano in modo integrato sia nel settore amministrativo civile che militare operativo.

## Struttura di vertice
Riepilogando, la struttura di vertice militare della NATO è costituita da: 
- Presidente del comitato militare (NMC) Bruxelles  - Centro decisionale composto dai rappresentanti di tutti gli Stati membri, è responsabile delle scelte strategiche e della pianificazione
  - Stato maggiore militare internazionale (IMS) - Responsabile dell'amministrazione degli enti militari

Da cui dipendono:
- Comando alleato della trasformazione (ACT)  Norfolk  - Responsabile di addestramento, pianificazione, dottrina
- Comando alleato delle operazioni (ACO)  Mons  - Responsabile delle attività di comando sulle forze NATO impiegate in operazioni, nonché svolge comando sugli enti territoriali dislocati in Europa.

## Allied Command Transformation
L'ACT è responsabile per la formazione, la dottrina, la trasformazione dello strumento militare della NATO, nonché attività di analisi strategica, pianificazione e programmazione. Ha sede a Norfolk e ha alle sue dipendenze:
- Joint Warfare Centre (JWC) Stavanger  - Supporta le attività di sperimentazione, analisi e sviluppo della dottrina a livello operativo al fine di incrementare l'interoperabilità, l'addestramento e la formazione degli Alti Comandi e le capacità operative e di proiezione di forza dell'Alleanza.
- Joint Force Training Centre (JFTC) Bydgoszcz  - Assiste i comandi ACT e ACO nello sviluppare e promuovere la dottrina NATO all'interno dei Paesi dell'Alleanza e nell'addestramento degli Staff
- Joint Analysis & Lessons Learned Centre (JALLC) Monsanto  - Assicura la raccolta, l'analisi e la distribuzione delle lezioni apprese nelle operazioni condotte dalla forze NATO al fine di garantire l'evoluzione e la trasformazione dello strumento militare dell'Alleanza.
- NATO Defense College (NDC) Roma  - Collegio militare responsabile della formazione degli ufficiali superiori e generali in attività di alto profilo militare ed accademico, nonché per la formazione di alti funzionari civili e diplomatici.
- NATO School (NS) Oberammergau  - Scuola militare responsabile per la formazione di ufficiali e sottufficiali in svariate attività comprese in 90 diversi corsi di formazione.
- NATO Communications and Information System School (NCISS) Lisbona  - Scuola militare specializzata nella formazione nelle telecomunicazioni e l'informatica.
- Centre for Maritime Research and Experimentation (CMRE) La Spezia  - Centro di ricerca orientato in attività di ricerca e sviluppo nelle capacità operative in ambiente subacqueo.

## Allied Command Operations
L'ACO ha il suo comando presso SHAPE a Mons in Belgio sotto il comando del SACEUR anche a capo del comando unificato delle forze americane in Europa (USEUCOM).
I principali comandi intermedi dell'ACO sono i due Joint Force Command (JFC) di Brunssum nei Paesi Bassi, responsabile per il Nord Europa e il JFC di Napoli, responsabile dell'area meridionale. Dal JFC Naples dipendono inoltre gli HQ NATO presso Sarajevo, Skopje e Tirana.
Riepilogando, la struttura dell'Allied Command Operation è:
- Allied Joint Force Command Brunssum  (JFC Brunssum) Brunssum
- Allied Joint Force Command Naples (JFC Naples) Napoli

A seguito della ristrutturazione messa in atto negli anni 2012 e 2013 mirata a ridurre gli enti responsabili delle forze terrestri, navali e aeree, sono stati fusi sei precedenti comandi in tre. In passato, infatti, ognuno dei due JFC aveva alle dipendenze tre comandi, e più precisamente: dal JFC di Brunssum nei Paesi Bassi dipendevano un Combined Command-Land a Heidelberg in Germania per le forze terrestri, un Combined Command-Maritime a Northwood nel Regno Unito per le forze navali e un Combined Command-Air a Ramstein in Germania per le forze aeree. Similmente, dal JFC di Napoli dipendevano un Combined Command-Land a Madrid in Spagna, un Combined Command-Maritime a Napoli e un Combined Command-Air a Smirne in Turchia. Le strutture sono state fuse e attualmente la struttura di comando è articolata in quattro enti:
- Allied Land Command (LANDCOM) Smirne  per le forze terrestri
- Allied Maritime Command (MARCOM) Northwood  per le forze navali
- Allied Air Command (AIRCOM) Ramstein  per le forze aeree
- Allied Special Operations Command (FOSCOM) Mons  per le Forze Speciali.